# La leona (telenovela de 1961)
La leona es una telenovela mexicana que se transmitió por el Canal 4 de Telesistema Mexicano de Televisa en 1961, con episodios de 30 minutos de duración.
Producción de Ernesto Alonso, quien a su vez fue el director general. Telenovela protagonizada por Amparo Rivelles y Ernesto Alonso, antagonizada por Jacqueline Andere, María Antonieta de las Nieves y Guillermo Murray.

## Argumento
Historia de una mujer de posición que es engañada por un atractivo seductor quien solo desea apoderarse de su herencia. Tras mancillarla, le da una vida poco digna y la abandona por lo que ella se vuelve dura y vengativa. Su mayor dolor: Al paso de los años la hija la odia creyéndola culpable del abandono de su padre.
Para tragedias, las de Amparo Rivelles en "La Leona", telenovela que gustó mucho por la versatilidad de los conflictos del personaje central, una mujer seducida, abandonada y vengativa. Amparo Rivelles se convirtió en la estrella favorita de la década con esta producción.
El propio género no se atrevió a ir más lejos y en los años inmediatos procuró suavizar o justificar los arrebatos de furia de sus damas: "La Leona" de Marissa Garrido, encarnada por Amparo Rivelles en 1961, ya trataba de una mujer seducida y abandonada. Muchas cosas dejó en claro esa etapa de la telenovela: que debía centrarse en un personaje femenino firmemente trazado (el caso de "Gutierritos" ya no volvió a funcionar) y que el villano era la sal verdadera del argumento de la telenovela.

## Elenco
- Amparo Rivelles... Alicia.
- Ernesto Alonso
- Augusto Benedico
- Guillermo Murray
- Jacqueline Andere ... María.
- María Antonieta de las Nieves... María (Niña).
- Prudencia Griffel
- Luis Bayardo
- Sara Montes
- Gerardo del Castillo
- Malena Doria
- Ada Carrasco
- Judy Ponte
- Arturo Benavides
- Eduardo MacGregor

## Producción
- Dirección de Cámaras: José Morris

## Versiones
- Televisa realizó en el año 1979 un remake de esta telenovela titulado Una mujer marcada bajo la producción de Ernesto Alonso y protagonizada por Sasha Montenegro, Martin Cortés e Isabela Corona.
- SBT realizó en el año 1982 una versión brasileña titulada A Leoa, protagonizada por Maria Estela, Luiz Parreiras y Suzy Camacho.
- Televisa realizó en el año 1995 una tercera versión de esta telenovela titulada Si Dios me quita la vida bajo la producción de Pedro Damián y Juan Osorio, protagonizada por Daniela Romo, César Evora y Enrique Lizalde.